# Susanne Schmida
Susanne Schmida, född 4 december 1894 i Bystřice pod Hostýnem, Tjeckien, död 1 december 1981 i Wien, var en filosof, professor, yogini, dansare, danslärare och pionjär för ett interkulturellt och transreligiöst sätt att leva.
Familjen flyttade till Wien 1898. Hennes far, Hugo Schmida, var chef för Wien-filialen för företaget Thonet. Han lade stor vikt vid hennes utbildning och hon placerades i skolan Eugenie Schwarzwald och studerade från 1913 filosofi under Robert Reininger vid universitetet i Wien. År 1919 avlade hon doktorsexamen genom en studie om Nietzsches Filosofi om den eviga återkomsten som en av de första kvinnorna som blev doktor i filosofi vid detta universitetet.
År 1921 grundade hon "Reiningerkreis", på universitetet i Wien, ett akademiskt forum för diskussion, där filosofer, forskare och indologer träffades för tvärvetenskapliga och interkulturella diskussioner, och som var verksamt fram till 1970-talet. Festskriften som hon publicerade 1949 för Robert Reiningers 80-årsdag hade titeln Philosophie der Wirklichkeitsnähe.
Medan hon fortfarande studerade på universitetet träffade hon filosofen Viktor Brod (1894–1969), som hon gifte sig med 1923 och bodde samman med till hans död 1969. 
Redan som ung kom hon i kontakt med indisk filosofi, intresserade sig mycket för yoga och tog även lektioner i gymnastik och dans. Från 1926 till 1934 deltog hon i kurser med Hilde Hager (1888−1952), som undervisade i en form av fridans och hade varit lärare på Loheland. År 1934 grundade de två kvinnorna en gymnastikskola under namnet "Schule des Bundes für neue Lebensform". Denna "Dr. Schmida Yoga skola" finns fortfarande idag som "Institut Dr. Schmida". Detta var också Österrikes första Yogainstitut som fortfarande är verksamt.
Under 1970-talet utvecklade hon en holistisk träningsväg för "religiositet bortom religioner" med grund i yoga, ritualer, dans, filosofi, meditation. Visionära färdigheter såväl som etisk reflektion och kritiskt tänkande var grunden och syftet var att bli öppen för det absoluta.
Förhållandet mellan yoga och filosofi beskrevs i detalj i texten "Praeligio mystica universalis". Detta träningsprogram med övningar, instruktioner och inledningar förblev opublicerat, men användes ofta som lärobok av hennes studenter. Den första volymen av hennes tre-volym huvudverk "Perspektiven des Seins" publicerades av Ernst Reinhardt i München 1968, den sista volymen 1973. 1980 fick hon titeln professor.
Hon fick år 2012 en gränd i Wien-Aspern uppkallad efter sig.